# Canton d'Andrézieux-Bouthéon
Le canton d'Andrézieux-Bouthéon est une circonscription électorale française du département de la Loire.

## Histoire
Un nouveau découpage territorial de la Loire entre en vigueur à l'occasion des élections départementales de 2015. Il est défini par le décret du 26 février 2014, en application des lois du 17 mai 2013 (loi organique 2013-402 et loi 2013-403). Les conseillers départementaux sont, à compter de ces élections, élus au scrutin majoritaire binominal mixte. Les électeurs de chaque canton élisent au Conseil départemental, nouvelle appellation du Conseil général, deux membres de sexe différent, qui se présentent en binôme de candidats. Les conseillers départementaux sont élus pour 6 ans au scrutin binominal majoritaire à deux tours, l'accès au second tour nécessitant 12,5 % des inscrits au 1er tour. En outre la totalité des conseillers départementaux est renouvelée. Ce nouveau mode de scrutin nécessite un redécoupage des cantons dont le nombre est divisé par deux avec arrondi à l'unité impaire supérieure si ce nombre n'est pas entier impair, assorti de conditions de seuils minimaux. Dans la Loire, le nombre de cantons passe ainsi de 40 à 21.
Le canton d'Andrézieux-Bouthéon est formé de communes des anciens cantons de Saint-Galmier (11 communes) et de Saint-Just-Saint-Rambert (4 communes). Il est entièrement inclus dans l'arrondissement de Montbrison, à l'exception de la commune d' Andrézieux-Bouthéon qui elle fait partie de l'arrondissement de Saint-Etienne depuis le 1er janvier 2017. Le bureau centralisateur est situé à Andrézieux-Bouthéon.

## Représentation
| Période élective | Période élective | Mandat | Mandat   | Identité            | Nuance | Nuance | Qualité |
| ---------------- | ---------------- | ------ | -------- | ------------------- | ------ | ------ | --- |
| 2015             | 2021             | 2015   | 2021     | Sylvain Dardoullier |        | DVD    | Maire d'Aveizieux |
| 2015             | 2021             | 2015   | 2021     | Michèle Maras       |        | LR     | Gérante Ancienne Première adjointe au maire d'Andrézieux-Bouthéon Vice-présidente du Conseil départemental Ancienne conseillère générale du Canton de Saint-Galmier (2013-2015) |
| 2021             | 2028             | 2021   | en cours | Nicole Bruel        |        | DVD    | Retraitée, adjointe au maire d'Andrezieux-Boutheon |
| 2021             | 2028             | 2021   | en cours | Sylvain Dardoullier |        | DVD    | Cadre, Maire d'Aveizieux |

### Résultats détaillés

#### Élections de mars 2015
À l'issue du 1er tour des élections départementales de 2015, deux binômes sont en ballottage : Sylvain Dardoullier et Michèle Maras (DVD, 40,82 %) et Marcel Jacob et Florence Meunier (FN, 35,51 %). Le taux de participation est de 47,05 % (14 569 votants sur 30 962 inscrits) contre 48,48 % au niveau départemental et 50,17 % au niveau national.
Au second tour, Sylvain Dardoullier et Michèle Maras (DVD) sont élus avec 61,56 % des suffrages exprimés et un taux de participation de 49,18 % (8 694 voix pour 15 226 votants et 30 961 inscrits).

#### Élections de juin 2021
Le premier tour des élections départementales de 2021 est marqué par un très faible taux de participation (33,26 % au niveau national). Dans le canton d'Andrézieux-Bouthéon, ce taux de participation est de 28,53 % (9 203 votants sur 32 262 inscrits) contre 30,05 % au niveau départemental. À l'issue de ce premier tour, deux binômes sont en ballottage : Sylvie Champenois et Jean-Paul Tissot (REM, 30,27 %) et Nicole Bruel et Sylvain Dardoullier (DVD, 30,14 %).
Le second tour des élections est marqué une nouvelle fois par une abstention massive équivalente au premier tour. Les taux de participation sont de 34,36 % au niveau national, 31,31 % dans le département et 29,58 % dans le canton d'Andrézieux-Bouthéon. Nicole Bruel et Sylvain Dardoullier (DVD) sont élus avec 56,52 % des suffrages exprimés (4 901 voix pour 9 543 votants et 32 267 inscrits),,.

## Composition
Le canton d'Andrézieux-Bouthéon comprend quinze communes entières.
| Nom                                         | Code Insee | Intercommunalité             | Superficie (km2) | Population (dernière pop. légale) | Densité (hab./km2) | Modifier                                    |
| ------------------------------------------- | ---------- | ---------------------------- | ---------------- | --------------------------------- | ------------------ | ------------------------------------------- |
| Andrézieux-Bouthéon (bureau centralisateur) | 42005      | Saint-Étienne Métropole      | 16,28            | 10 312 (2022)                     | 633                | modifier les données · modifier les données |
| Aveizieux                                   | 42010      | CC de Forez-Est              | 9,02             | 1 693 (2022)                      | 188                | modifier les données · modifier les données |
| Bellegarde-en-Forez                         | 42013      | CC de Forez-Est              | 18,91            | 2 004 (2022)                      | 106                | modifier les données · modifier les données |
| Boisset-lès-Montrond                        | 42020      | CA Loire Forez Agglomération | 8,01             | 1 214 (2022)                      | 152                | modifier les données · modifier les données |
| Chambœuf                                    | 42043      | Saint-Étienne Métropole      | 11,12            | 1 782 (2022)                      | 160                | modifier les données · modifier les données |
| Craintilleux                                | 42075      | CA Loire Forez Agglomération | 8,22             | 1 337 (2022)                      | 163                | modifier les données · modifier les données |
| Cuzieu                                      | 42081      | CC de Forez-Est              | 11,51            | 1 496 (2022)                      | 130                | modifier les données · modifier les données |
| Montrond-les-Bains                          | 42149      | CC de Forez-Est              | 10,11            | 5 655 (2022)                      | 559                | modifier les données · modifier les données |
| Rivas                                       | 42185      | CC de Forez-Est              | 4,60             | 737 (2022)                        | 160                | modifier les données · modifier les données |
| Saint-André-le-Puy                          | 42200      | CC de Forez-Est              | 8,66             | 1 534 (2022)                      | 177                | modifier les données · modifier les données |
| Saint-Bonnet-les-Oules                      | 42206      | Saint-Étienne Métropole      | 12,41            | 1 817 (2022)                      | 146                | modifier les données · modifier les données |
| Saint-Galmier                               | 42222      | Saint-Étienne Métropole      | 19,47            | 5 848 (2022)                      | 300                | modifier les données · modifier les données |
| Unias                                       | 42315      | CA Loire Forez Agglomération | 5,37             | 455 (2022)                        | 85                 | modifier les données · modifier les données |
| Veauche                                     | 42323      | CC de Forez-Est              | 10,41            | 8 984 (2022)                      | 863                | modifier les données · modifier les données |
| Veauchette                                  | 42324      | CA Loire Forez Agglomération | 7,54             | 1 217 (2022)                      | 161                | modifier les données · modifier les données |
| Canton d'Andrézieux-Bouthéon                | 4201       |                              | 161,64           | 46 085 (2022)                     | 285                | modifier les données                        |

## Démographie
En 2022, le canton comptait 46 085 habitants, en évolution de +3,71 % par rapport à 2016 (Loire : +1,32 %, France hors Mayotte : +2,11 %).
| 2013   | 2018   | 2022   |
| ------ | ------ | ------ |
| 43 484 | 44 676 | 46 085 |